# 10 Anos mais Jovem
10 Anos mais Jovem foi um reality show, do formato original do programa 10 Years Younger do Channel 4. Pretende mudar esteticamente a vida da pessoa com alguns procedimentos a fim de deixar a pessoa com aparência de mais nova. Estreou no SBT no dia 6 de março de 2009. 

## Sinopse
A cada episódio de 10 Anos mais Jovem, um participante que parece mais velho do que realmente é enfrenta uma prova de fogo: ficar em uma cabine de vidro para que pessoas estranhas digam a idade que acham que tem.
Sucesso em diversos países do mundo, este reality show surgido na Inglaterra é apresentado por Ligia Mendes no SBT e entrou na grade de programação da emissora em março de 2009.
Com procedimentos estéticos modernos, a missão de 10 Anos mais Jovem é rejuvenescer uma pessoa que se inscreveu através do site do SBT. Cada episódio da série conta a história de alguém que, por um motivo ou outro, deixou de se cuidar. Após o participante aceitar ser julgado em praça pública por pessoas desconhecidas, começa o desafio da nossa equipe de especialistas: deixá-lo pelo menos 10 anos mais jovem.

## Apresentadora
- Lígia Mendes

## Profissionais
- Dermatologia - Dra. Gabriela Casabona
- Odontologia - Dr. Léo Tominaga
- Figurino - Yan Acioli
- Cabeleireiro - André Mateus
- Maquiagem - Clayton Cruz
- Psicologia - Dra. Maura de Albanesi

## Temporadas
Primeira temporada: contou com 31 episódios, sendo 26 inéditos e 5 reprises.
Segunda temporada: devido ao resultado pouco animador da primeira temporada, o SBT decidiu não produzir mais temporadas do programa, entretanto, o formato 10 Years Younger é reaproveitado no quadro Beleza Renovada, do programa Eliana.